# Mistrzostwa Europy w Lekkoatletyce 1986 – maraton kobiet

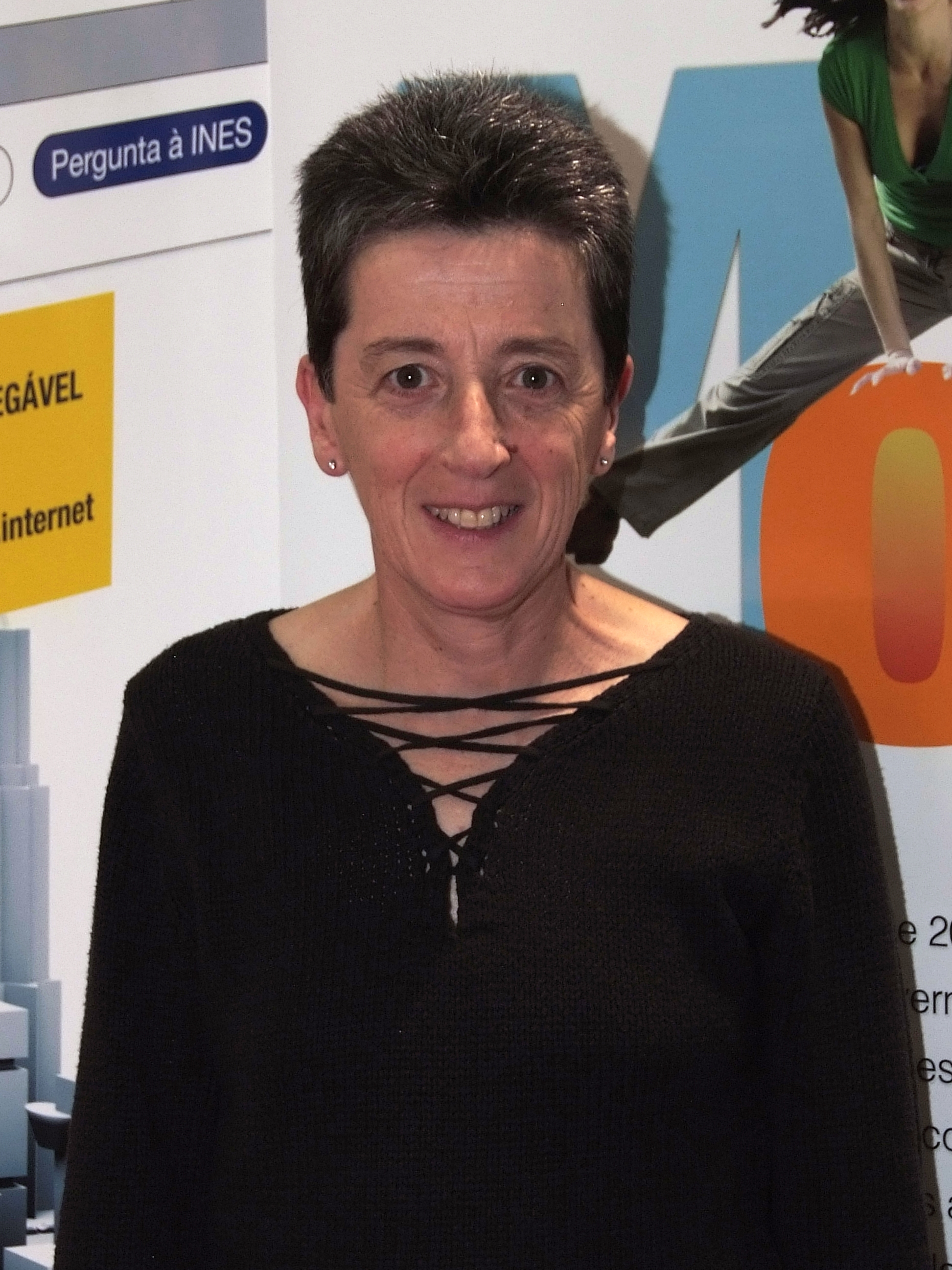
Rosa Mota w 2012

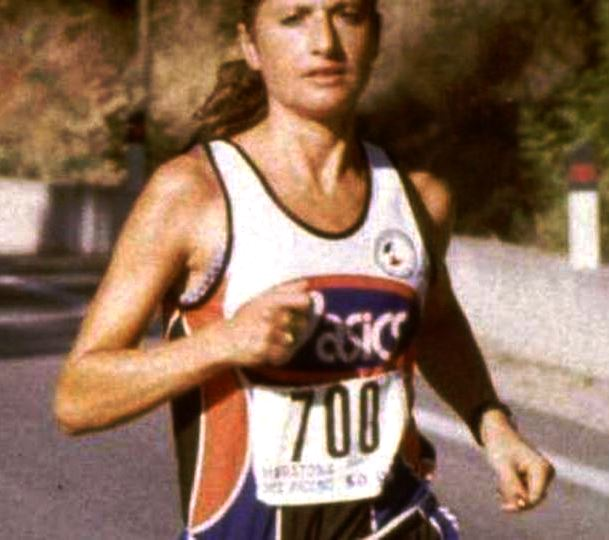
Laura Fogli

Bieg maratoński kobiet był jedną z konkurencji rozgrywanych podczas XIV mistrzostw Europy w Stuttgarcie. Został rozegrany 26 sierpnia 1986 roku. Zwyciężczynią tej konkurencji została reprezentantka Portugalii Rosa Mota, która tym samym obroniła tytuł zdobyty na poprzednich mistrzostwach Również Laura Fogli z Włoch ponownie zajęła 2. miejsce. W rywalizacji wzięło udział trzydzieści jeden zawodniczek z osiemnastu reprezentacji.

## Rekordy
| Rekord świata     | Ingrid Kristiansen (NOR) | 2:21:26 | Londyn, Wielka Brytania | 21.04.1985 |
| Rekord Europy     | Ingrid Kristiansen (NOR) | 2:21:26 | Londyn, Wielka Brytania | 21.04.1985 |
| Rekord mistrzostw | Rosa Mota (PRT)          | 3:36:04 | Ateny, Grecja           | 12.09.1982 |

## Wyniki

### Finał
| Miejsce | Zawodniczka              | Czas     | Uwagi |
| ------- | ------------------------ | -------- | ----- |
| 1       | Rosa Mota                | 2:28:38  | CR    |
| 2       | Laura Fogli              | 2:32:52  |       |
| 3       | Jekatierina Chramienkowa | 2:34:38  |       |
| 4       | Sinikka Keskitalo        | 2:34:31  |       |
| 5       | Jocelyne Villeton        | 2:35:17  |       |
| 6       | Bente Moe                | 2:35:34  |       |
| 7       | Carla Beurskens          | 2:39:05  |       |
| 8       | Paola Moro               | 2:39:19  |       |
| 9       | Maria Lelut              | 2:40:20  |       |
| 10      | Agnes Pardaens           | 2:40:33  |       |
| 11      | Mercedes Calleja         | 2:40:46  |       |
| 12      | Genoveva Eichenmann      | 2:41:54  |       |
| 13      | Rita Marchisio           | 2:42:46  |       |
| 14      | Jeanette Nordgren-Ling   | 2:42:39  |       |
| 15      | Luzia Sahli              | 2:42,54  |       |
| 16      | Solveig Harrysson        | 2:43:16  |       |
| 17      | Irina Bogaczowa          | 2:43:30  |       |
| 18      | Sylviane Geffray         | 2:43:34  |       |
| 19      | Sirkku Kumpulainen       | 2:45:26  |       |
| 20      | Ágnes Sipka              | 2::45:36 |       |
| 21      | Grażyna Mierzejewska     | 2::45:36 |       |
| 22      | Helen Comsa              | 2:50:13  |       |
| 23      | Linda Delvaux            | 2:52:07  |       |
| –       | Véronique Marot          | DNF      |       |
| –       | Rita Borralho            | DNF      |       |
| –       | María Luisa Irizar       | DNF      |       |
| –       | Gabriela Górzyńska       | DNF      |       |
| –       | Heidi Hutterer           | DNF      |       |
| –       | Kersti Jakobsen          | DNF      |       |
| –       | Katrin Dörre             | DNF      |       |
| –       | Nadieżda Gumierowa       | DNF      |       |